# وايلون
ويليم بيجكيرك المعروف باسم وايلون (من مواليد 20 أبريل 1980)، هو مغني هولندي. مثل هولندا في مسابقة الأغنية الأوروبية 2014، وحصل على المركز الثاني في النهائي. مثل هولندا مرة أخرى كفنان منفرد في مسابقة الأغنية الأوروبية 2018 وحصل على المركز الثامن عشر.